# Charles Bourseul

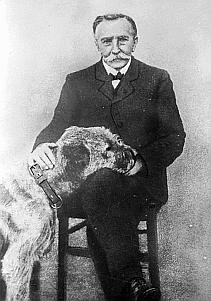
Aufnahme 1912

Charles Bourseul (* 28. April 1829 in Brüssel; † 23. November 1912 in Saint-Céré, Frankreich) war ein französischer Telegrafentechniker und Erfinder.

## Leben
Bourseul kam nach Frankreich, als sein Vater, ein Soldat, nach Frankreich versetzt wurde. Nach seiner Lehrzeit erhielt er eine Anstellung als Telegrafenmechaniker im Telegrafenamt Paris. Dort konnte er an der Verbesserung der Telegrafen von Samuel F. B. Morse und Louis Clément François Breguet arbeiten.
Ab 1848 diente Bourseul in der französischen Armee in Algier und machte auf sich aufmerksam, indem er den Kindern anderer Soldaten erfolgreich Mathematikunterricht erteilte. Als 1849 sein Militärdienst endete, zog er nach Paris und arbeitete erneut als Telegraphenbeamter. Ein zuvor geplantes Studium an der École polytechnique konnte er aus gesundheitlichen Gründen nicht antreten.
Bourseul arbeitete in Paris an der elektrischen Übertragung der menschlichen Stimme und veröffentlichte 1854 in der Zeitschrift L'Illustration de Paris den Artikel „Téléphonie électrique“, in dem er als erster die Idee des Telefons beschrieb. Nach ihm sollte eine bewegliche Platte einen Stromkreis abwechselnd öffnen und schließen. Allerdings wurde Bourseul weder ernst genommen noch erhielt er Unterstützung. So gab Bourseul seine Pläne für die Umsetzung der Idee auf, und sein Vorschlag geriet für lange Zeit in Vergessenheit.
Er machte in der Postverwaltung Karriere und war bei seinem Eintritt in den Ruhestand „Directeur des Postes et Télégraphes“. Im Jahr 1882 bezeichneten Alexander Graham Bell und Thomas Alva Edison ihn als „Inspirationsquelle“. 1907 beantragte Bourseul unter Verweis auf seine Vorarbeiten zur Entwicklung des Fernsprechers eine Erhöhung seiner Pension, woraufhin der damalige französische Generalpostmeister Mougeot Nachforschungen anstellen ließ. Als Bourseuls Angaben bestätigt wurden, erfolgte eine beträchtliche Erhöhung seiner Pension.